# Фазлыева, Раиса Мугатасимовна
Фазлыева Раиса Мугатасимовна (родилась 25.2.1937, д. Абдуллино Караидельского района БАССР) — терапевт, доктор медицинских наук (1988), профессор (1980), заслуженный деятель науки Российской Федерации (2000), заслуженный врач Республики Башкортостан (1992), академик РАЕ, член президиума и правления российского общества нефрологов, член редакционного совета журнала «Клиническая нефрология», член двух докторских диссертационных советов БГМУ, эксперт Научного Совета АН РБ, первый лауреат премии имени Г. Н. Терегулова по линии Президиума АН РБ.

## Биография
Фазлыева Раиса Мугатасимовна родилась 25 февраля 1937 года в деревне д. Абдуллино Караидельского района БАССР.
Окончила Башкирский государственный медицинский институт в 1965 году с отличием по специальности «Лечебное дело».
Трудовую деятельнось начала в 1965—1966 годах врачом станции скорой помощи г. Уфы.
В 1966—1969 годы работала участковым терапевтом поликлиники № 5 г. Уфы.
В 1969 году перевелась клиническим ординатором на кафедру пропедевтики БГМИ, а 1971—1975 годах работала врачом-ординатором гематологического отделения Башкирской республиканской клинической больницы имени Г. Г. Куватова.
В 1975—1986 годах — ассистент, доцент кафедры госпитальной терапии БГМУ.
В 1986—2012 годах заведующия кафедрой факультетской терапии БГМУ.
В 1987 году защитила докторскую диссертацию.
В 1987—1997 годах возглавляла клиническую часть республиканской научной программы по линии АН РБ, посвященную изучению различных аспектов патогенеза, ранней диагностики и лечения краевого для РБ заболевания — ГЛПС. Были разработаны современные методы ранней диагностики и патогенетического лечения ГЛПС. По заданию ВОЗ определены критерии степеней тяжести болезни.

## Научная деятельность
Научая деятельность посвящена вопросам патологии гемостаза в клинике внутренних болезней, диагностике и профилактике геморрагической лихорадки с почечным синдромом и другие. При её непосредственном участии разработаны методы дифференцированной диагностики геморрагической лихорадки от острых респираторных вирусных инфекций и воспалительных заболеваний, оценки тяжести течения заболевания и тяжести состояния больных геморрагической лихорадкой.
Ввтор 40 методических пособий, 2 учебных руководств для медвузов РФ по внутренним болезням.

## Почётные звания и награды
Имеет почетное звание «Основатель научной школы». Награждена медалью им. А.Нобеля, медалью им. В. И. Вернадского, дипломом БГМУ «За верность профессии».